# Airport Rail Link
L'Airport Rail Link (ARL) (in thai: รถไฟฟ้าเชื่อมท่าอากาศยานสุวรรณภูมิ; trascrizione RTGS: rot fai fa chueam tha akad yan Suvarnabhumi) è un servizio ferroviario sopraelevato che collega il centro di Bangkok con l'aeroporto Internazionale di Bangkok-Suvarnabhumi, situato nel vicino distretto di Bang Phli, in provincia di Samut Prakan, Thailandia. È di proprietà della Ferrovia di Stato della Thailandia e gestito dalla sua consociata "State Railway of Thailand Electrified Train" (SRTET). È lungo 28 km ed è stato inaugurato il 23 agosto 2010.

## Storia
Il contratto per la realizzazione fu firmato nel gennaio 2005 e i lavori ebbero inizio nel luglio successivo. Fu commissionato dalla Ferrovia di Stato della Thailandia (FST) a un consorzio di costruttori che comprendeva le aziende B.Grimm, STECON e Siemens. Il costo preventivato fu di 25,9 miliardi di baht.
La linea fu costruita lungo lo stesso percorso del "sistema di treno e strada sopraelevata di Bangkok", un progetto bloccato nel 1997 dopo che il 10% era stato costruito. Dopo ripetuti incontri con la Hopewell, azienda costruttrice di tale progetto che chiedeva un rimborso per l'utilizzo dei propri piloni per la nuova ferrovia, la FST decise di ricominciare i lavori dall'inizio e fece demolire i piloni.
La consegna dei lavori era originariamente prevista per il 2007, ma la rottura delle trattative con la Hopewell con il conseguente inizio da zero, una serie di ritardi per l'espropriazione dei terreni, le relative vertenze giudiziarie con i proprietari dei terreni ed altre vicende fecero slittare la data. A lavoro ultimato furono condotte le prime prove nell'ottobre 2009, mentre per un breve periodo il servizio fu offerto in prova al pubblico gratuitamente nell'aprile successivo. L'inaugurazione ufficiale con l'inizio effettivo del servizio fu il 23 agosto 2010.
All'inizio i servizi offerti furono la linea espressa senza fermate tra l'aeroporto e la stazione di Makkasan, e la linea cittadina che fermava in tutte le stazioni e proseguiva fino al capolinea di Phraya Thai. Nel giugno 2011, il servizio espresso fu attivato anche con partenze dalla stazione di Phaya Thai. I passeggeri previsti erano un totale di 95 000 al giorno ma quelli effettivi erano solo 38 000 per la linea cittadina e 2 500 per le due linee espresse; i gestori della SRTET accumularono grosse perdite e furono costretti a rivedere i programmi.
Nell'aprile 2014, il Phaya Thai Express fu sospeso per 12 mesi per la carenza di materiale rotabile nei periodi di manutenzione. Nel settembre 2014 fu sospeso per 12 mesi anche il Makkasan Express, le cui corse a scadenza oraria stavano trasportando solo 400 passeggeri al giorno. Da quel momento è rimasta in funzione solo la linea cittadina. Nel 2015 i passeggeri erano diventati 56 000 nei giorni feriali e 40 000 nei fine settimana.
Dal gennaio 2011 fu disponibile alla stazione di Makkasan il servizio di check-in per i bagagli da portare sugli aerei della Thai Airways, solo per i passeggeri del Makkasan Express. Il servizio ebbe scarso successo, la SRTET subì altre perdite e il servizio fu dismesso nel settembre 2014.

## Orari e tempi di percorrenza
L'ARL è in funzione tra le 6 e le 24 ogni giorno con treni che partono ogni 10 minuti nelle ore di punta (dalle 6 alle 9 e dalle 16 alle 20) nei giorni feriali e ogni 15 minuti negli altri orari e nei fine settimana. I convogli percorrono i 28 km tra i due capolinea in 26 minuti.

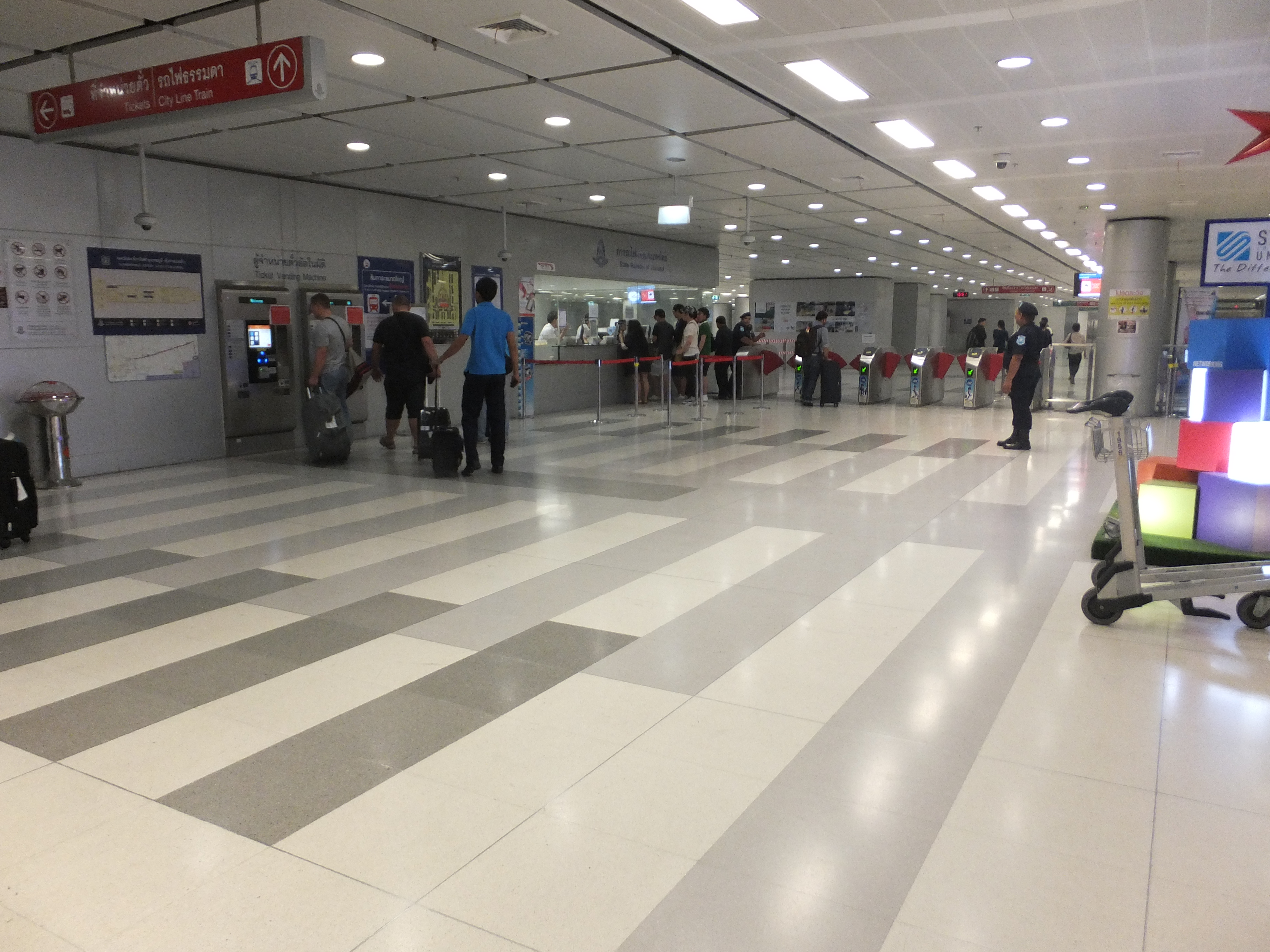
Biglietteria automatica per l'Airport Link alla stazione dell'aeroporto

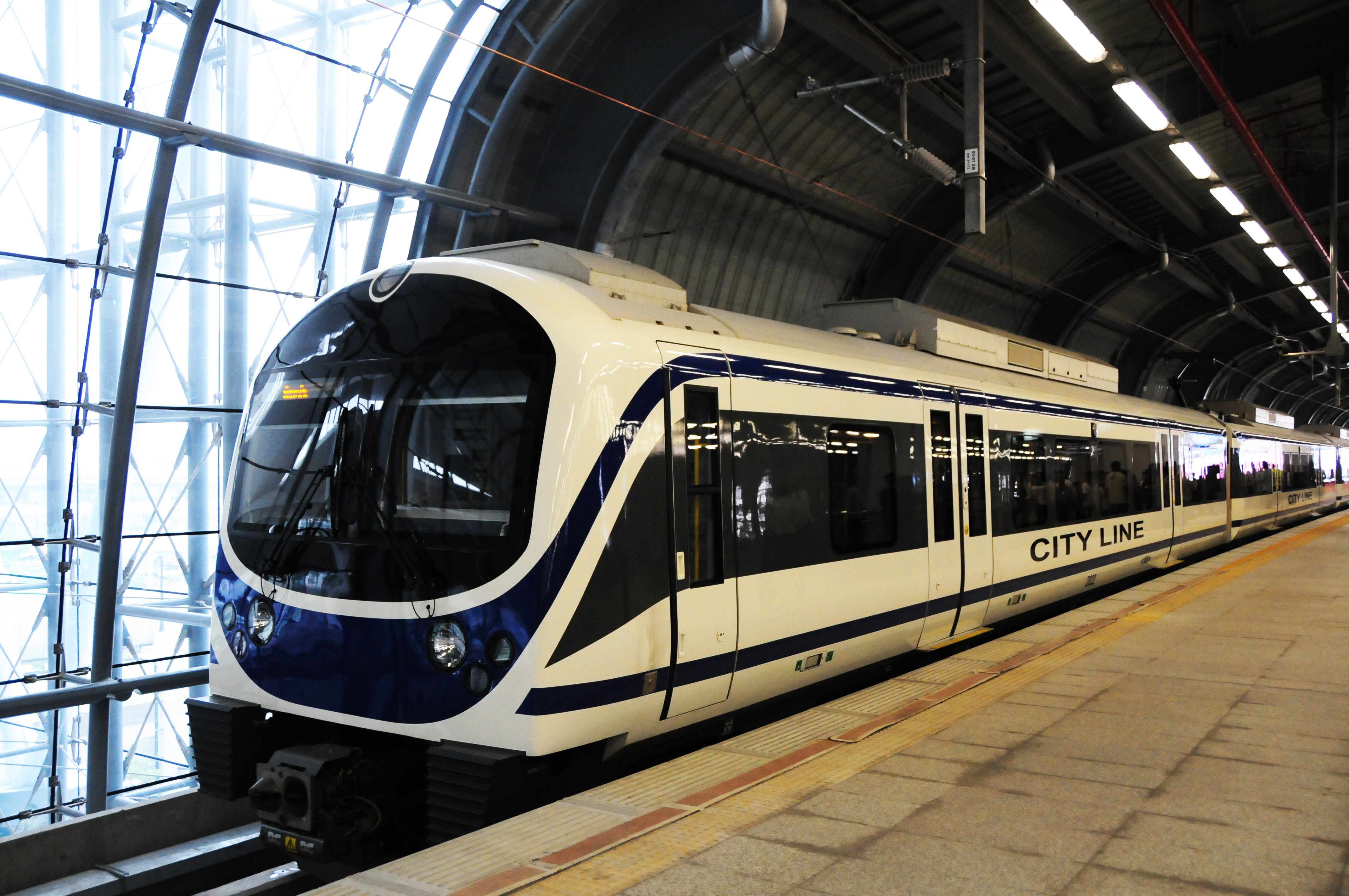
Stazione di Makkasan

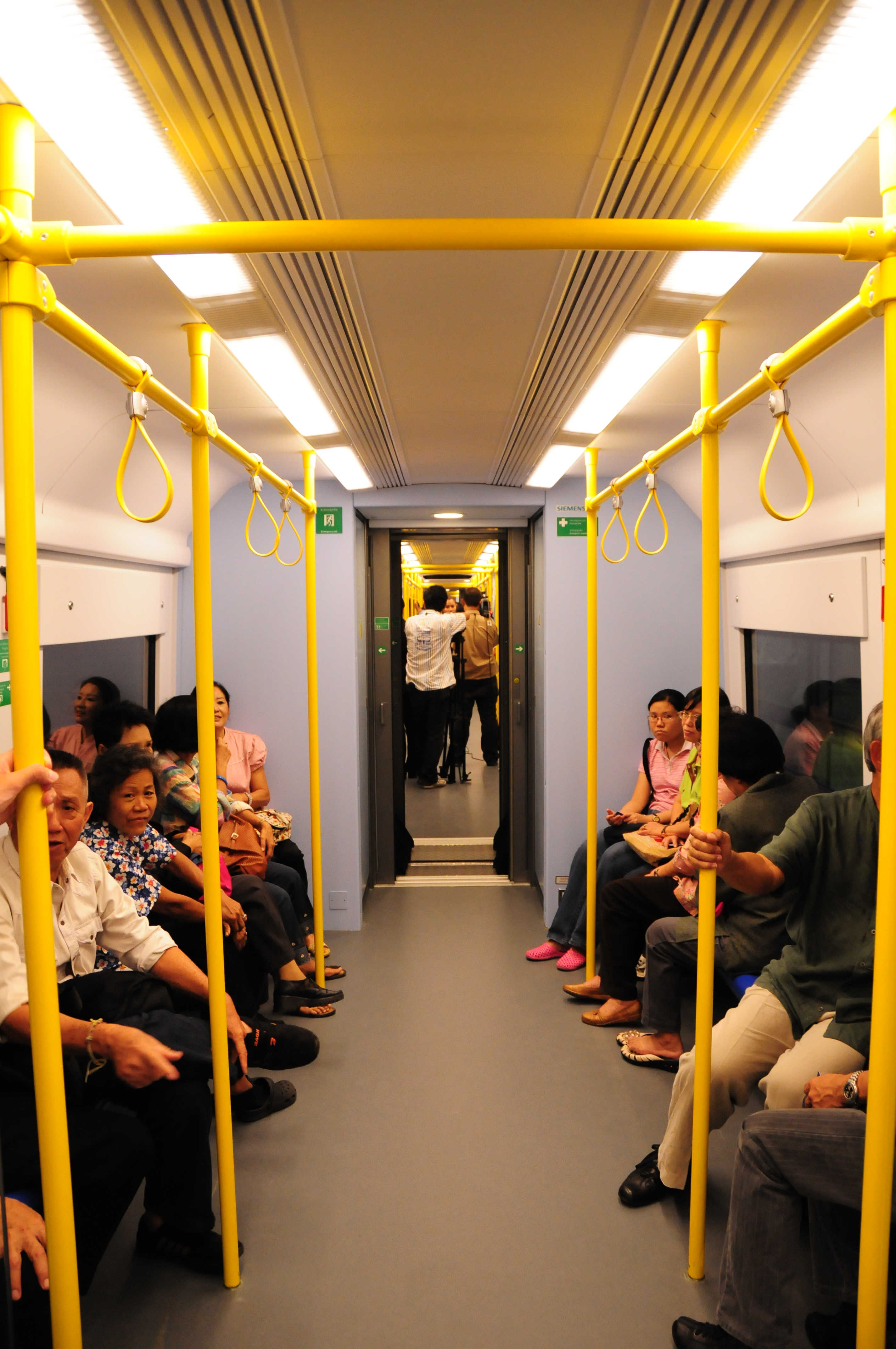
Carrozza passeggeri durante le prove del 2009

## Servizio biglietterie e prezzi
In ogni stazione sono installate almeno 2 macchine automatiche per l'acquisto dei biglietti, il cui costo varia a seconda della distanza da percorrere e nell'ottobre 2017 andava da un minimo di 15 baht a un massimo di 45. Dalle macchine automatiche si possono acquistare anche carte prepagate per viaggi multipli e abbonamenti vari con sconti per studenti e anziani. L'accesso avviene per mezzo di tornelli che consentono il passaggio di 45 passeggeri al minuto.

## Specifiche tecniche
I binari hanno lo scartamento standard di 1435 mm e il percorso misura 28,6 km in sopraelevata, ad eccezione dell'ultimo tratto in aeroporto dove scende nei sotterranei. Il viaggio dura 27 minuti da Phaya Thai all'aeroporto.
I convogli sono i Siemens Desiro costruiti in Germania della serie 360/2 modificata, che si differenzia dalla serie 360/2 in uso nel Regno Unito per l'aria condizionata potenziata. La linea è elettrificata a 25 kV AC. La velocità massima è di 160 km/h.
Il servizio viene svolto con 5 convogli ognuno dei quali è composto da due carrozze passeggeri trainate da automotrice, a sua volta adibita al trasporto viaggiatori, per un totale di 745 passeggeri per convoglio.

## Collegamenti
Nel tratto compreso tra le stazioni di Ratchaprarop e Lat Krabang, la ferrovia sopraelevata dell'ARL si snoda sopra la linea orientale della Ferrovia di Stato e nei pressi di ciascuna stazione dell'ARL si trova una stazione della FST. Nella stazione di Phaya Thai vi è il collegamento con l'omonima stazione della linea Sukhumvit del Bangkok Skytrain. Nella stazione di Makkasan, oltre al collegamento con la stazione di Asok della FST, si trova il collegamento con la stazione Phetchaburi della linea blu della metropolitana di Bangkok

## Stazioni
| Codice | Nome stazione  | Nome thai | Collegamenti                                     |
| A1     | Suvarnabhumi   | สุวรรณภูมิ   |                                                  |
| A2     | Lat Krabang    | ลาดกระบัง  | FST linea orientale Lat Krabang                  |
| A3     | Ban Thap Chang | บ้านทับช้าง  | FST linea orientale Ban Thap Chang               |
| A4     | Hua Mak        | หัวหมาก    | FST linea orientale Hua Mak                      |
| A5     | Ramkhamhaeng   | รามคำแหง  | FST linea orientale Sukhumvit 71                 |
| A6     | Makkasan       | มักกะสัน    | FST linea orientale Asok MRT Bangkok Phetchaburi |
| A7     | Ratchaprarop   | ราชปรารภ  | FST linea orientale Ratchaprarop                 |
| A8     | Phaya Thai     | พญาไท     | Bangkok Skytrain: Phaya Thai                     |

## Estensioni future
Fin dall'inizio del progetto, l'ARL prevedeva un'estensione di 21,8 km fino all'aeroporto di Bangkok-Don Muang con le 5 nuove stazioni di Chitralada, Bang Sue, Bang Khen, Laksi e Don Mueang. È stato anche progettato un ulteriore collegamento ferroviario con treni ad alta velocità tra l'Airport Rail Link dell'aeroporto Suvarnabhumi con l'aeroporto Internazionale di U-Tapao della provincia di Rayong, situato circa 140 km a sud-est dal centro di Bangkok.